# Kammer für Arbeiter und Angestellte
Die Kammer für Arbeiter und Angestellte, kurz Arbeiterkammer (AK), auf Bundesebene Bundeskammer für Arbeiter und Angestellte, kurz Bundesarbeitskammer (BAK), ist die gesetzliche Interessenvertretung der Arbeitnehmer in Österreich. Ihre rechtliche Grundlage bildet das Arbeiterkammergesetz 1992 (kurz AKG, zu finden im BGBl. I 626/91). Für die meisten Arbeitnehmer besteht eine Pflichtmitgliedschaft in der Kammer.
Es gibt ähnliche Interessenvertretungen in den deutschen Bundesländern Bremen (Arbeitnehmerkammer Bremen) und Saarland (Arbeitskammer des Saarlandes) sowie in Luxemburg (Arbeitnehmerkammer Luxemburg). Die italienischen Camere del lavoro sind dagegen örtliche Zusammenschlüsse von Gewerkschaften auf freiwilliger Grundlage.

## Zentrale Aufgaben und Mittel

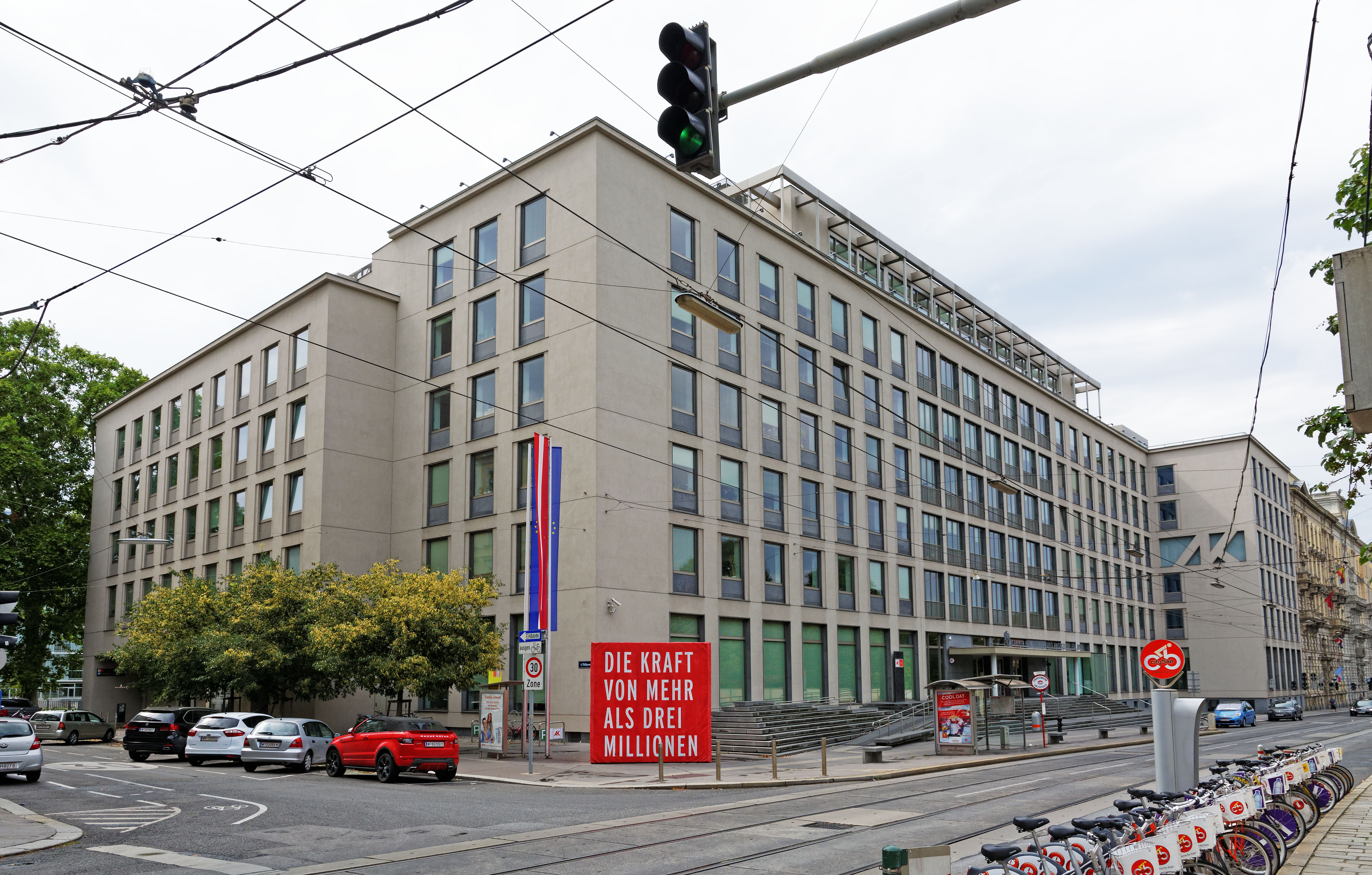
AK Wien Hauptgebäude

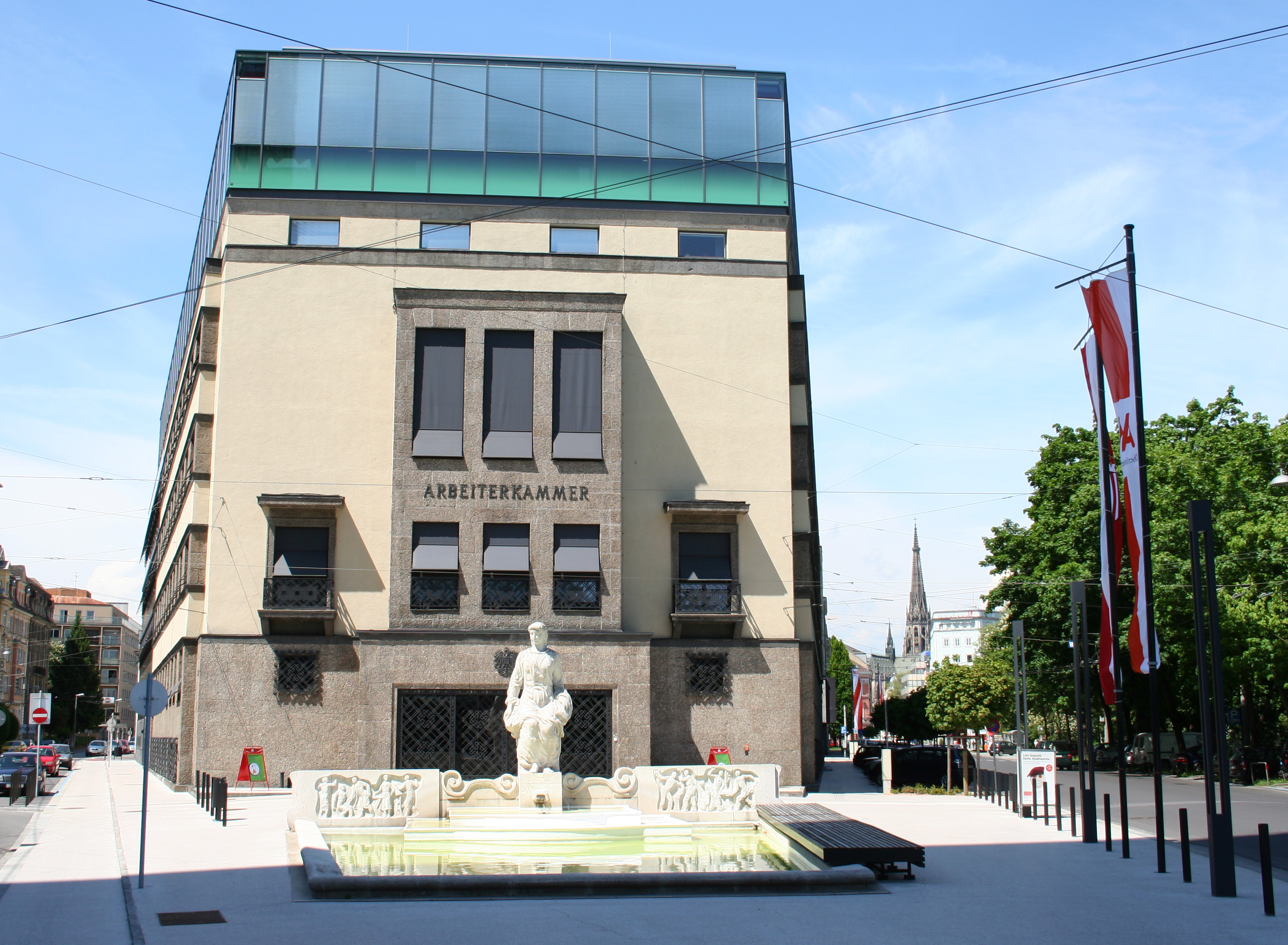
Das Arbeiterkammergebäude in Linz

Die Aufgaben der AK sind in § 1 AKG umschrieben: „Die Kammern für Arbeiter und Angestellte und die Bundeskammer für Arbeiter und Angestellte sind berufen, die sozialen, wirtschaftlichen, beruflichen und kulturellen Interessen der Arbeitnehmer und Arbeitnehmerinnen zu vertreten und zu fördern.“
In § 4 werden die Mittel zur Erfüllung des gesetzlichen Auftrags angeführt: zum Beispiel Stellungnahmen in Gesetzgebungsverfahren, Entsendung von Vertretern in Körperschaften und sonstige Organisationen, Durchführung von wissenschaftlichen Studien, Beratung und Vertretung der Mitglieder.

## Mitglieder
Beschäftigte, geringfügig Beschäftigte, Lehrlinge, Arbeitslose, Präsenz- und Zivildiener, sowie Personen in Karenz sind Pflichtmitglieder der Arbeiterkammer (ausgenommen Beamte, Vertragsbedienstete des öffentlichen Dienstes, Freiberufler, Beschäftigte in der Landwirtschaft und leitende Angestellte).
Die über 4 Millionen Mitglieder haben Rechtsanspruch auf Unterstützung in arbeits- und sozialrechtlichen Fragen.

## Finanzierung
Alle Mitglieder, mit Ausnahme von Lehrlingen und Arbeitslosen, müssen eine Arbeiterkammerumlage von 0,5 Prozent ihres Bruttogehalts zahlen, die als Teil des Sozialversicherungsbeitrages, vom Lohn/Gehalt abgezogen und den Arbeiterkammern zugeleitet wird. Dieser ist durch die geltende Höchstbeitragsgrundlage gedeckelt. Dadurch erfolgt die Finanzierung der AK „still“ und wird von den Mitgliedern kaum wahrgenommen.

## Organisation
In jedem der neun Bundesländer gibt es eine eigene Arbeiterkammer, die zusammen die Bundesarbeitskammer (BAK) mit Sitz in Wien bilden. Die AK Wien führt die Geschäfte der Bundesarbeitskammer.

## Sozialpartnerschaft
Neben den drei weiteren Sozialpartnern, der Wirtschaftskammer (WKO), dem Österreichischen Gewerkschaftsbund (ÖGB) und der Landwirtschaftskammer (LK) ist die BAK Teil der österreichischen Sozialpartnerschaft. Sie arbeitet dabei eng mit dem ÖGB zusammen, der ebenfalls die Interessen der Arbeitnehmer vertritt. Der Gewerkschaft bleibt der Abschluss von Kollektivverträgen vorbehalten. Die Expertenstäbe der Arbeiterkammerorganisation gelten als Think tank der Gewerkschaften. Sie erarbeiten Gesetzesvorschläge und geben Stellungnahmen zu Gesetzen und Verordnungen ab.

## Weitere Aufgaben
Ein weiteres Aufgabengebiet der AK ist der Verbraucherschutz. Da die Bildung der Arbeitnehmer ein wichtiges Anliegen der Kammer ist, betreibt sie zahlreiche öffentlich zugängliche Bibliotheken. Die größte davon ist die Sozialwissenschaftliche Studienbibliothek der Kammer für Arbeiter und Angestellte in Wien. Auch der Arbeitsklima Index wird von der Arbeiterkammer erhoben. Die Arbeiterkammern von Wien, Niederösterreich und Steiermark bieten mit der Betriebsräteakademie (BRAK) ein spezielles Ausbildungsprogramm für Arbeitnehmervertreter.
Die Arbeiterkammer ist Gründungsmitglied der Plattform Industrie 4.0 (Österreich), welche die Chancen und Möglichkeiten von Industrie 4.0 und der digitalen Transformation für Arbeitnehmer und Arbeitgeber in Österreich aufzeigen und nutzbar machen soll.

## Wahlen
| Jahr        | FSG   | ÖAAB  | (VdU) FA | AUGE/UG | Kommunisten* | Sonstige** |
| ----------- | ----- | ----- | -------- | ------- | ------------ | ---------- |
| 1949        | 64,4  | 14,2  | 11,7     |         | 9,7          |            |
| 1954        | 68,6  | 16    | 2,5      |         | 9,9          | 3,0        |
| 1959        | 68,4  | 18,6  | 3,7      |         | 6,6          | 2,7        |
| 1964        | 66,5  | 21,4  | 3,6      |         | 6,7          | 1,9        |
| 1969        | 68    | 23,5  | 5,0      |         | 2,5          | 0,9        |
| 1974        | 63,4  | 29,1  | 4,6      | 0,3     | 2,4          | 0,2        |
| 1979        | 64,3  | 31,0  | 3,2      | 0,3     | 1,2          | 0,02       |
| 1984        | 58,7  | 36,5  | 2,5      | 0,8     | 1,4          | 0,1        |
| 1989        | 59,8  | 29,1  | 7,7      | 1,6     | 1,7          | 0,1        |
| 1994        | 54,3  | 26,1  | 14,4     | 1,8     | 1,1          | 2,2        |
| 1999 / 2000 | 57,5  | 26,2  | 9,7      | 3,5     | 0,8          | 2,3        |
| 2004        | 63,4  | 23,7  | 4,9      | 4,1     | 0,8          | 3,0        |
| 2009        | 55,8  | 24,9  | 8,7      | 4,7     | 0,9          | 5,0        |
| 2014        | 57,2  | 21,0  | 9,7      | 6,0     | 1,4          | 4,8        |
| 2019        | 60,48 | 18,56 | 10,07    | 5,43    | 1,51         | 3,95       |
| 2024        | 57,15 | 16,55 | 12,27    | 4,29    | 3,43         | 6,3        |

Alle fünf Jahre finden in den Bundesländern direkte und geheime Wahlen statt, in denen für jedes Bundesland eine Vollversammlung gewählt wird. Die neun gewählten Vollversammlungen wählen wiederum neun Landes-AK-Präsidenten. Zur Wahl stehen so genannte Fraktionen, von denen die größten jeweils einer der österreichischen Großparteien nahestehen.
Die nächsten Arbeiterkammer-Wahlen finden 2024 je nach Bundesland zwischen 26. Jänner und 29. April 2024 statt. In jedem Bundesland wird eine eigenständige Wahl abgehalten. Wahlberechtigt ist man in dem Bundesland, in dem man arbeitet.
Bei der letzten AK-Wahl 2019 erzielte die Fraktion Sozialdemokratischer Gewerkschafter (FSG) österreichweit 60,48 Prozent der Stimmen (510 Mandate), der Österreichische Arbeitnehmerinnen- und Arbeitnehmerbund (ÖAAB) kam auf 18,56 Prozent (174 Mandate), die Freiheitlichen Arbeitnehmer (FA) lagen bei 10,07 Prozent (82 Mandate) und die Alternative und Grüne Gewerkschafter/Unabhängige Gewerkschafter (AUGE/UG) bei 5,43 (42 Mandate). Sonstige Fraktionen errangen insgesamt 32 Mandate. Von 3.066.270 Wahlberechtigten gingen 38,65 Prozent wählen. Laut anderer Quellen wurden rund 3,7 Millionen Arbeitnehmer zur Wahl aufgerufen.
2019 fanden die Wahlen abhängig vom Bundesland zwischen 28. Jänner und 10. April statt; 2024 zwischen dem 21. Jänner und dem 29. April.

## Geschichte der Arbeiterkammer
Schon in der Revolutionsperiode von 1848 wurden Forderungen nach Schaffung von Arbeiterkammern mit dem Recht der Mitwirkung an der Gesetzgebung analog zu den Handelskammern gestellt. Anerkennung fand aber zunächst nur die Notwendigkeit einer „Arbeiterschutzgesetzgebung“ und die Forderung nach wissenschaftlicher Erforschung der sozialen Lage. Entsprechend formuliert war auch der Antrag auf Errichtung von Arbeiterkammern, den der liberale Reichsratsabgeordnete Ernst von Plener 1886 stellte. Das Abgeordnetenhaus setzte daraufhin einen Spezialausschuss ein, der mehrere Jahre verhandelte. Anlässlich des Einigungsparteitages der Sozialdemokratischen Arbeiterpartei Österreichs in Hainfeld 1888/1889 lehnten allerdings gerade die Arbeitervertreter den Plener-Entwurf ab: man wollte kein bloßes statistisches Bureau, sondern genau präzisierte Rechte zur sozialen Gestaltung der Arbeitswelt. Auf Gewerkschaftsseite bestand auch die Sorge, die Mitwirkungsrechte der Arbeiterkammern könnten als Argument gegen die Einführung des allgemeinen und gleichen Wahlrechts dienen.
Das Arbeiterkammergesetz kam nicht zustande. Die Aufgabe der „Erhebung der sozialen Lage“ wurde 1898 einem „Arbeitsstatistischen Amt“ im Handelsministerium zugewiesen. Dem ihm angeschlossene „ständigen Arbeitsbeirat“, der immer häufiger auch zur Gesetzesbegutachtung herangezogen wurde, gehörten zu einem Viertel Arbeitervertreter an.
Eine wesentliche Initiative kam 1917 noch zur Zeit der Donaumonarchie von den tschechischen Sozialdemokraten und Tomáš Garrigue Masaryk. Freie und christliche Gewerkschafter zogen in dieser Sache an einem Strang. Am 18. Juli 1917 brachte der Klub der böhmischen Sozialdemokraten einen Antrag auf Errichtung von Arbeiterkammern ein. Am 14. September 1918 beriet der Ministerrat über die Frage, die in Aussicht genommene parlamentarische Initiative kam aber nie zustande.
Die Konstituierende Nationalversammlung der Republik Österreich beschloss am 26. Februar 1920 das von Sozialstaatssekretär Ferdinand Hanusch vorgelegte Arbeiterkammergesetz, die Errichtung von Kammern für Arbeiter und Angestellte für jedes der Bundesländer. Hanusch, der auch einer der Vorsitzenden der Reichskommission der Freien Gewerkschaften war, wurde nach dem am 22. Oktober 1920 erfolgten Ausscheiden der Sozialdemokraten aus der Regierung erster Direktor der Arbeiterkammer in Wien.
1921 wurden die Arbeiterkammern (so die Kurzbezeichnung) den Unternehmerkammern gleichgestellt. Allerdings wurde ihr Begutachtungsrecht für Gesetzesentwürfe von manchen Ministerien zunächst noch ignoriert. Die Arbeiterkammern entwickelten aber binnen relativ kurzer Zeit kompetente Expertenstäbe für ihr Lobbying im Sinn der Arbeitnehmerinteressen. 1925 wurde in Wien die erste AK-Frauenabteilung geschaffen, ihre Leiterin war die später vom NS-Regime ermordete Käthe Leichter. Als Mitarbeiterin einer AK-Hilfsaktion für Arbeitslose entwickelten die Mitglieder eines Wissenschafterteams um Marie Jahoda ihre bedeutende Studie über die Folgen von Arbeitslosigkeit im niederösterreichischen Marienthal. In der Wirtschaftskrise zu Beginn der 1930er Jahre entwickelte die AK Wien das Konzept „Jugend am Werk“ mit Werkstätten für arbeitslose Jugendliche. Diese Aktion wurde auch nach 1934 weitergeführt.
1934 bis 1938 wurden die Arbeiterkammern zwar nicht aufgelöst, aber mit Gefolgsleuten des autoritären Regimes besetzt. Nach dem Anschluss Österreichs an Hitlerdeutschland 1938 wurde ihr Vermögen in die Deutsche Arbeitsfront eingegliedert.
Nach dem Krieg erließ die provisorische Staatsregierung am 20. Juli 1945 das Gesetz über die Wiedererrichtung der Arbeiterkammern – anerkannt zunächst nur von den Sowjets, in den Besatzungszonen der USA, Großbritanniens und Frankreichs erst Ende 1945. Deshalb fanden die AK-Konstituierungen außer für den Bereich AK Wien-Niederösterreich-Burgenland erst 1946 statt: Am 25. August 1945 kam es zur Konstituierung der Arbeiterkammer-Vollversammlungen Wien-Niederösterreich-Burgenland, in der Folge konstituierten sich die AK Tirol am 13. April 1946, die AK Oberösterreich am 11. Mai 1946, die AK Salzburg am 11. Mai 1946, die AK Vorarlberg am 22. Juni 1946, die AK Steiermark am 29. Juli 1946, die AK Kärnten am 11. September 1946, die AK Burgenland (separat) am 4. Oktober 1948 und die AK Niederösterreich (separat) am 6. Oktober 1948, womit die AK Wien-Niederösterreich-Burgenland zur AK Wien wurde.
Jahrzehntelang bildete das Arbeiterkammergesetz 1954 die Rechtsbasis der Tätigkeit dieser offiziellen Interessenvertretung der Arbeitnehmerseite, mit 1992 trat aber ein neues Gesetz in Kraft. Nach zunehmender Kritik an der Pflichtmitgliedschaft und steuerähnlichen Umlagenfinanzierung der gesetzlichen Interessenvertretungen führten 1996 die österreichischen Arbeiterkammern eine Mitgliederbefragung durch. Die Frage lautete: „Sind Sie dafür, dass die Kammer für Arbeiter und Angestellte als gesetzliche Interessenvertretung aller Arbeitnehmerinnen und Arbeitnehmer bestehen bleibt?“ Sie wurde mit deutlicher Mehrheit bejaht.

## Fraktionen
- Fraktion Sozialdemokratischer GewerkschafterInnen (FSG)
- Österreichischer Arbeitnehmerinnen- und Arbeitnehmerbund (ÖAAB)
- Freiheitliche Arbeitnehmer (FA)
- Alternative, Unabhängige und Grüne Gewerkschafter:innen (AUGE/UG)

Folgende Fraktionen treten nicht in allen Bundesländern zur Wahl an:
- GRÜNE Arbeitnehmer (GA)
- Kommunistische Gewerkschaftsinitiative – international (KOMintern)
- Gewerkschaftlicher Linksblock (GLB)
- Das Neue Österreich und Liberales Forum, Liberale Arbeitnehmer:innen (NEOS LiA)
- Arbeitsgemeinschaft unabhängiger Arbeitnehmer (ARGE)
- LINKS (LINKS)
- FPK Arbeitnehmer (FPK)
- BZÖ Arbeitnehmer (BZÖ)
- Bündnis Mosaik (BM)
- Bunte Demokratie für alle (BDFA)
- FAIR UND TRANSPARENT (FAIR)
- Liste Perspektive (LP)
- Liste Melek Köse TÜRK-IŞ (TÜRK-IŞ)
- PFG – Deine Parteifreie Interessenvertretung
- Mitarbeiter:innen unterstützen das Team (MUT)
- Die Abkürzungen weiterer Fraktionen: KOM, LD, GGN, Soli, NBZ

## Aktuelle Kammerpräsidenten
- Burgenland: Gerhard Michalitsch
- Kärnten: Günther Goach
- Niederösterreich: Markus Wieser
- Oberösterreich: Andreas Stangl[16]
- Salzburg: Peter Eder
- Steiermark: Josef Pesserl
- Tirol: Erwin Zangerl
- Vorarlberg: Bernhard Heinzle[17]
- Wien: Renate Anderl (gleichzeitig BAK)

## Kulturelles Engagement
Die Arbeiterkammer ermöglichte von 2001 bis 2005 das Kunstprojekt „Arbeitswelten“. Diese umfangreiche Ausstellungsreihe von museum in progress fand im öffentlichen Stadtraum in den Medien Plakat, auf Infoscreens im Wiener U-Bahn-System und in der Tageszeitung Der Standard statt.